# Dingelstädt
Dingelstädt (appelée autrefois Dingelstedt) est une commune rurale allemande située dans l'arrondissement d'Eichsfeld en Thuringe.

## Géographie

Situation de Dinglestädt dans l'arrondissement

Dingelstätd est située dans le sud-est de l'arrondissement, à la limite avec l'arrondissement d'Unstrut-Hainich, sur l'Unstrut et près de sa source. La ville est le siège de la Communauté d'administration de Dingelstädt et se trouve à 12 km au sud de Leinefelde-Worbis et à 15 km au sud-est de Heilbad Heiligenstadt, le chef-lieu de l'arrondissement.
Communes limitrophes (en commençant par le nord et dans le sens des aiguilles d'une montre) : Kallmerode, Silberhausen, Helmsdorf, Anrode, Küllstedt, Kefferhausen et Kreuzebra.

## Histoire
La première mention écrite de Dingelstädt date du IXe siècle. Le nom de la ville renverrait à Thingstele-stätte (lieu de justice). En 1134, un château est signalé sur la colline de Kichberg, il est la demeure d'un chevalier von Kirchberg vassal de l'archevêque de Mayence mais, en 1546, les lieux sont désertés.
La ville, qui faisait partie de l'Électorat de Mayence est dévolue en 1807 au nouveau royaume de Westphalie lors de la sécularisation voulue par Napoléon Ier et en 1817 elle est intégrée au royaume de Prusse, dans l'arrondissement de Heiligenstadt et le district d'Erfurt.
La ville se développe tout au long du XIXe siècle, de nombreuses industries s'y installent (filature de laine, fabrique de cigares, tissages, métallurgie). En 1859, elle obtient les droits de ville, un nouveau monastère franciscain est fondé sur la colline de Kirchberg.
Pendant son appartenance à la RDA, la ville a été un important centre textile.

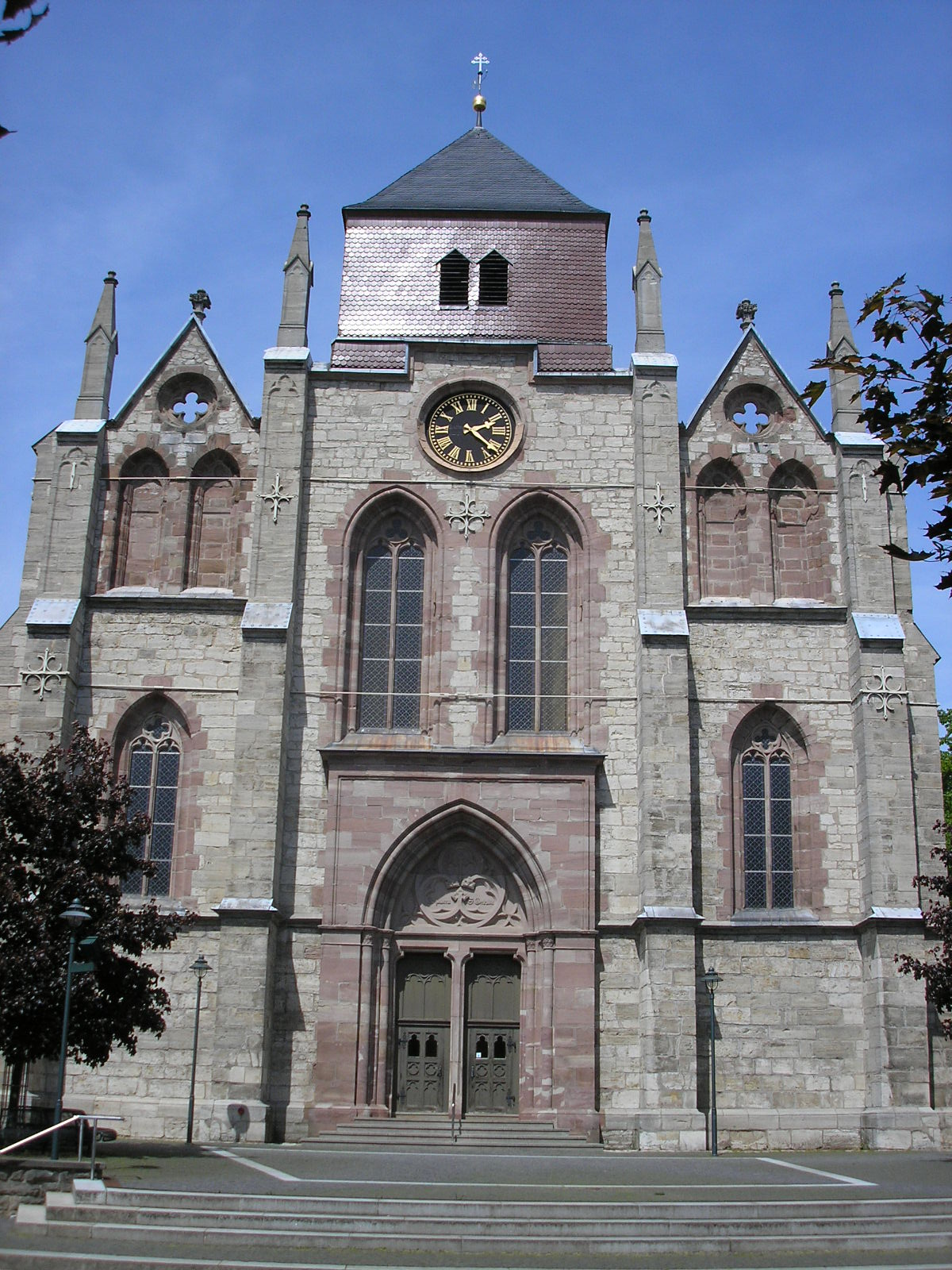
L'église paroissiale de Dingelstädt

## Démographie
| 1875  | 1880  | 1890  | 1910  | 1933  | 1939  | 1995  | 2000  | 2005  |
| ----- | ----- | ----- | ----- | ----- | ----- | ----- | ----- | ----- |
| 3 192 | 3 476 | 3 466 | 4 322 | 4 841 | 4 805 | 5 101 | 5 059 | 4 798 |

| 2010  | - | - | - | - | - | - | - | - |
| ----- | - | - | - | - | - | - | - | - |
| 4 665 | - | - | - | - | - | - | - | - |

## Jumelages
- Aiud (Roumanie) dans le județ d'Alba ;
- Jarosław (Pologne) depuis 2001, dans la voïvodie des Basses-Carpates ;
- Künzell (Allemagne), dans l'arrondissement de Fulda en Hesse ;
- Felsberg (Allemagne), dans l'arrondissement de Schwalm-Eder en Hesse ;
- Wenden (Allemagne), dans l'arrondissement d'Olpe en Rhénanie-du-Nord-Westphalie.